# أوتو فونكه
أوتو فونك (بالألمانية: Otto Funke) هو أستاذ جامعي وطبيب ألماني، ولد في 27 أكتوبر 1828 في كيمنتس في ألمانيا، وتوفي في 17 أغسطس 1879 في فرايبورغ في ألمانيا.